# Кузнечный токен

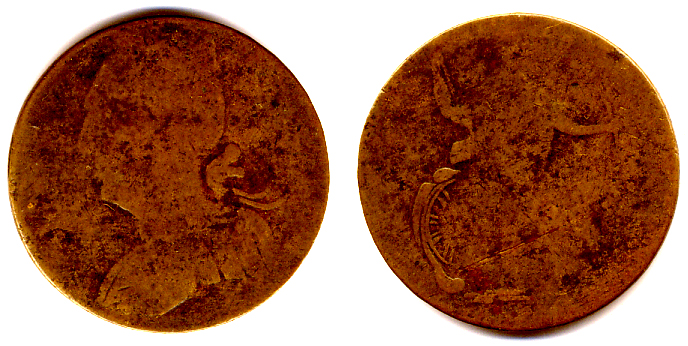
Аверс и реверс типичного кузнечного токена (Wood-13 / BL-9), на котором изображен грубый профиль британского монарха с одной стороны и сидящая Британия со щитом и копьём — на другой стороне.

Кузнечные токены (англ. Blacksmith tokens) — суррогатные знаки оплаты, которые находились в обращении в основном в Нижней Канаде и Верхней Канаде, а также на прилегающих территориях, в частности, в северной части штата Нью-Йорк и других штатов Новой Англии в середине 1820—1830-х годов для восполнения нехватки разменной монеты. Внешне они напоминали находящиеся в обороте британские мелкие монеты, однако, чтобы власти не рассматривали их как фальшивые монеты, их дизайн намеренно упрощался и искажался, а легенда отличалась от британского оригинала или вовсе отсутствовала (как и дата), поэтому трудно было доказать, что они имитировали оборотные монеты. Внешне эти токены напоминали сильно изношенные пенни или полпенни английской или ирландской медной чеканки, чаще всего с грубым профилем, напоминавшим Георга II либо Георга III на лицевой стороне и изображением Британии или ирландской арфы на оборотной стороне. Они, как правило, имели меньшую массу по сравнению с официально чеканившимися монетами в полпенни, но принимались к оплате наряду с другими токенами подобного рода из-за отсутствия достаточного количества монет мелкого номинала в обращении в то время.
Прообразом кузнечных токенов послужили аналогичные «токены уклонения» (evasion tokens), обращавшиеся в Британии во второй половине XVIII века.
Большинство токенов изготавливались из меди; известно также несколько экземпляров из бронзы. Из-за намеренно грубого качества изображения на штемпеле токены редко имеют коллекционное качество выше VF (Very Fine) - подавляющее большинство попадают в категорию Good или Very Good, обычно неприемлемые среди коллекционеров для монет официальной чеканки. Эти токены, наряду с аналогичными токенами, которые выпускали частные торговые компании, были в конечном итоге выведены из обращения к концу 1830-х годов, когда канадские банки начали выпускать официально санкционированные медные токены, масса которых соответствовала стопе аналогичных разменных монет британского фунта.
Неизвестно точное количество изготовленных токенов, поскольку их чеканщиков ожидал риск преследования. Данные из кладов свидетельствуют о том, что некоторые из кузнечных токенов были относительно распространены. Экземпляры подобных медных токенов были найдены во время археологических раскопок наряду с другими монетами, существовавшими до 1830-х годов в долине реки Сент-Джон в Новой Шотландии, на территории Форт-Йорк в Торонто и Place Royale в Квебеке.
Более распространенные варианты кузнечных токенов котируются на современном канадском нумизматическом рынке примерно в 20—30 канадских долларов, в то время как более редкие, каждый из которых известен лишь в несколько уникальных экземпляров, могут оцениваться в тысячи долларов.

## Список используемой литературы
- Biancarosa, Jim. This Orphan Needs a Home: GEORIUVS. III . VTS / BRITI (англ.) // The Colonial Newsletter : journal. — 2014. — August (vol. 54, no. 2). — P. 4191—4198.
- Canada, unknown, 1/2 penny : 1838. Bank of Canada Museum: National Currency Collection. Дата обращения: 17 сентября 2017.
- Cross, W. K. Canadian Colonial Tokens, 8th Edition (неопр.). — 2012.
- Evans, Bret. Strong interest, bidding at recent Hoare Auction (неопр.) // Canadian Coin News. — 2017. — 7 March (т. 54, № 24). — С. 1, 21.
- Faulkner, Christopher. Coins are Like Sons: The Upper Canada Coppers 1815–1841 (англ.). — 2017.
- Hoover, Oliver. Wood 33: An Evasive Copper in North America (неопр.) // The Colonial Newsletter. — 2008. — August (т. 48, № 2). — С. 3279—3288.
- Grawey, Tim. Colonial Tokens: American weighs in on Blacksmith token (англ.) // Canadian Coin News : journal. — 2015. — 13 January (vol. 52, no. 20). — P. 16, 28.
- Grawey, Tim. Colonial Tokens: Hoards shed light on George II counterfeits (англ.) // Canadian Coin News : journal. — 2016. — 26 July (vol. 54, no. 8). — P. 18.
- Kleeberg, John M. Numismatic Finds of the Americas an Inventory of American Coin Hoards, Shipwrecks, Single Finds, and Finds in Excavations (англ.). — 2009.
- Leonard, Robert. "This Orphan Needs a Home: GEORGIUCS.III.VTS / BRITI": A Rejoinder (англ.) // The Colonial Newsletter : journal. — 2014. — December (vol. 54, no. 1). — P. 4221—4229.
- Lorenzo, John. Forgotten Coins of the North American Colonies - 25th Anniversary edition (англ.). — 2017.
- McLachlan, R. W. Canadian Numismatics [Concluded] (неопр.) // American Journal of Numismatics. — 1885. — April (т. 19, № 4). — С. 82—85.
- Michael; Oppenheim. Warren Baker Collection of Canadian Blacksmith Coppers (англ.) // The Frederick B. Taylor Collection and Other Properties : journal. — 1987. — 26 March (vol. 1, no. 1). — P. 100—116.
- Willey, R. C. The Colonial Coinages of Canada: Part XIX, The 'Blacksmith' Tokens of Lower Canada (англ.) // Canadian Numismatic Journal : journal. — Vol. 26, no. 7. — P. 306—312.
- Wood, Howland. The Canadian Blacksmith Coppers (неопр.). — 1910.